# Tu quoque
Tu quoque (укр. і ти також, а сам який) — латинський вираз, яким позначається логічна хиба, котра полягає в спробі дискредитувати позицію опонента, вказуючи на неспроможність діяти послідовно, згідно з його позицією. Цим робиться спроба показати, що критика або заперечення так само стосується людини, яка його робить. Хиба вважається видом атаки ad hominem оскільки зосереджується на атаці на одну зі сторін, а не на твердження.
Схема аргументу Tu quoque:
1. Особа А каже твердження X.
2. Особа Б стверджує, що дії або попередні заяви А суперечать правді твердження X.
3. Тому X є хибним.[2]

Приклад:
Петро: «На основі аргументів, які я представив, очевидно, що з моральної точки зору неправильно використовувати тварин для їжі або одягу».
Дмитро: «Але ви вдягнені в шкіряну куртку, і у вас є сандвіч з запеченою яловичиною в руці! Як ви можете казати, що використання тварин для їжі та одягу це неправильно?».
Це хиба, оскільки моральний характер чи попередні дії противника, як правило, не мають відношення до логіки аргументу. ЇЇ часто використовують як тактику червоного оселедця та вона є особливим випадком хиби ad hominem, яка є категорією хиб, в яких претензії чи аргументи відхиляються на підставі фактів про особу, яка подає чи підтримує скаргу чи аргумент.
Під час суду над нацистським злочинцем Клаусом Барбі суперечливий адвокат Жак Вержес спробував представити те, що визначалося як оборона Tu quoque, тобто, що під час Алжирської війни французькі офіцери, такі як генерал Жак Массу, вчинили військові злочини, подібні до тих, за якими звинувачували Барбі, і тому французька держава не мала морального права судити Барбі. Це заперечення було відхилено судом, який признав Барбі винним.